# Gabriel’s Gully

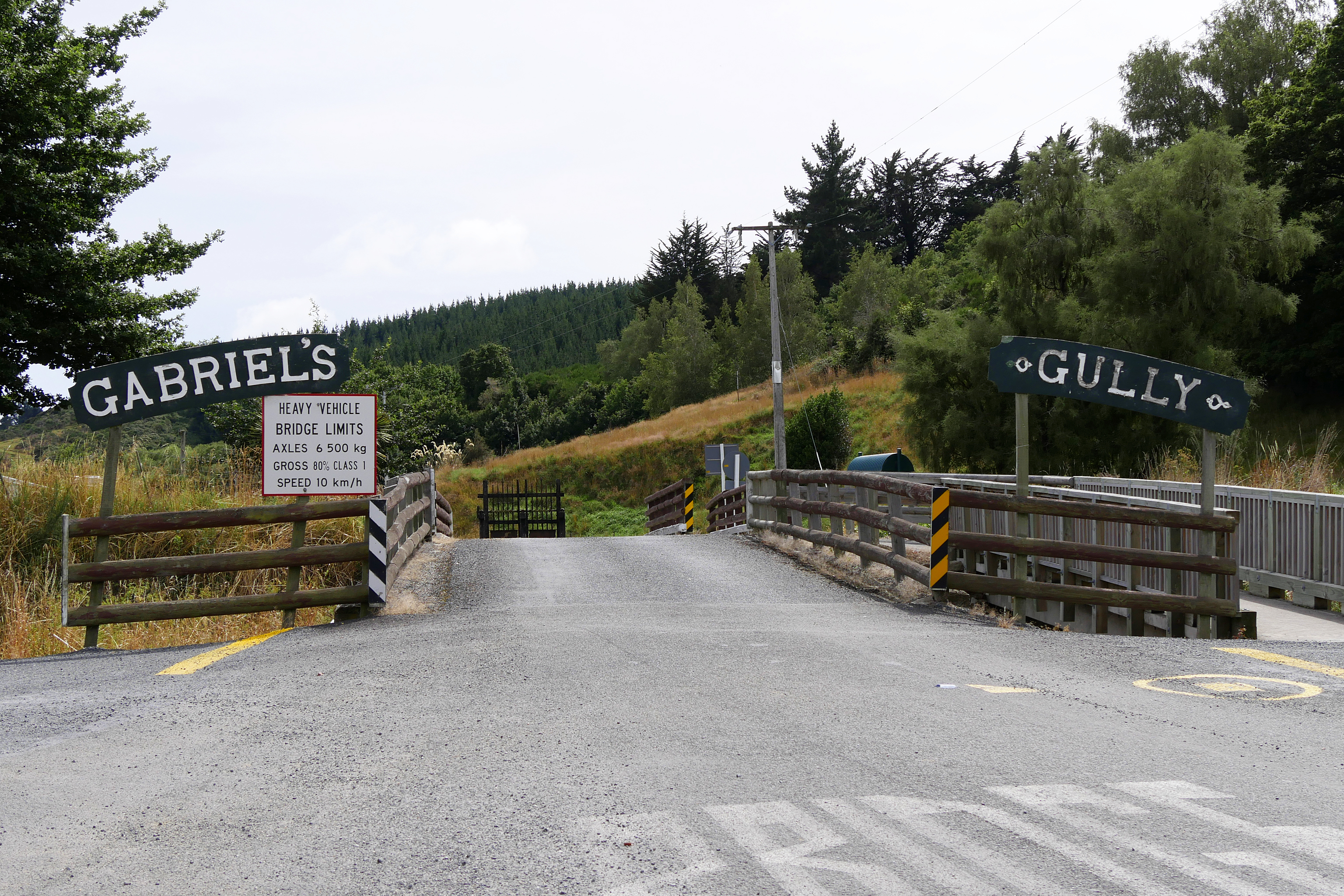
Eingang zu dem historischen Goldabbaugebiet

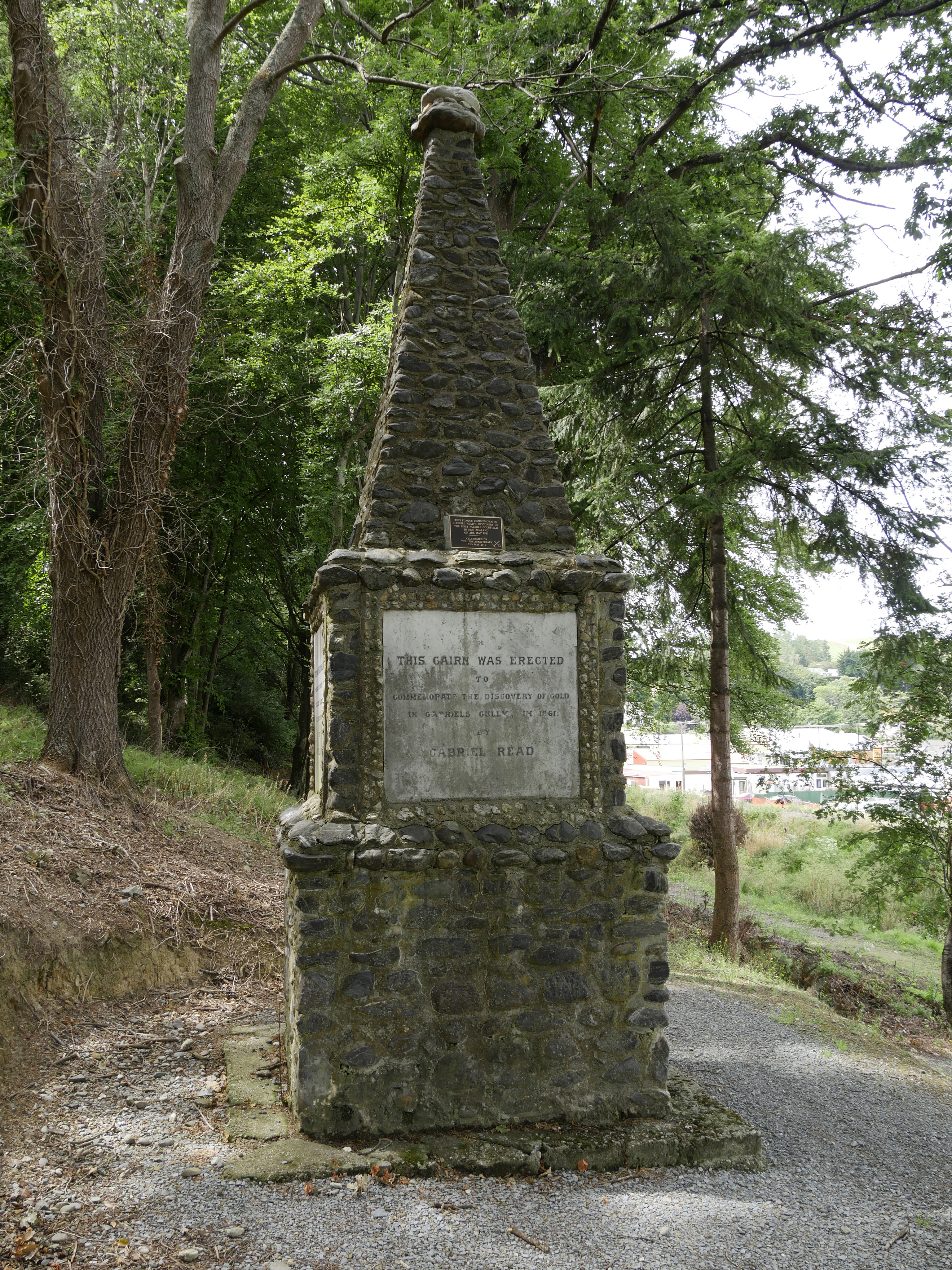
Denkmal zu Ehren von Thomas Gabriel Read und den Goldsuchern

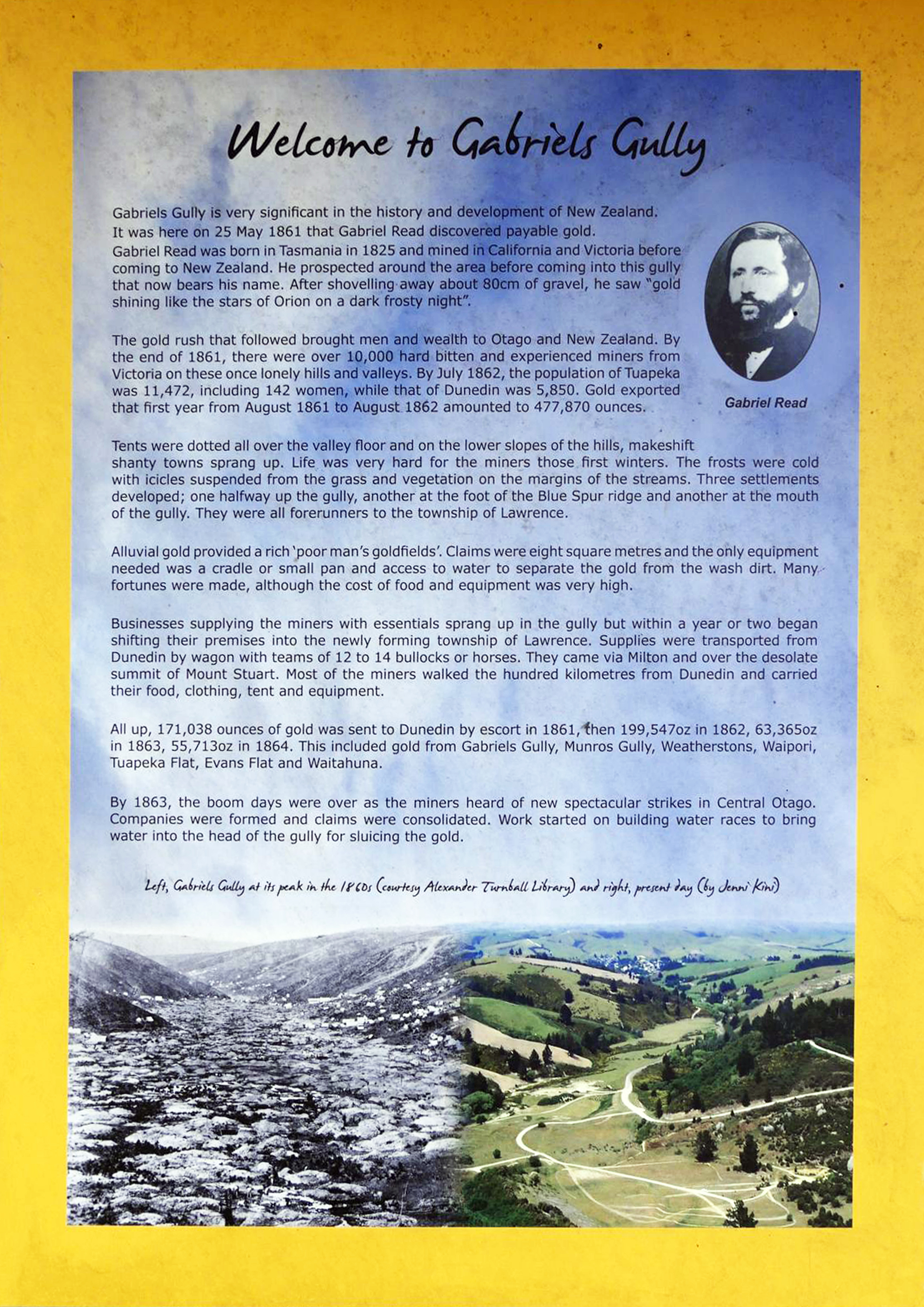
Informationstafel

Gabriel’s Gully ist der Ort eines ehemaligen Goldabbaugebietes in der Region Otago auf der Südinsel von Neuseeland.

## Geographie
Gabriel’s Gully befindet sich rund drei Kilometer nördlich von Lawrence nahe dem Tuapeka River.

## Geschichte
Am 25. Mai 1861 wurde im Gabriel’s Gully von Thomas Gabriel Read Gold gefunden. Das Denkmal Pick an Shovel Monument erinnert vor Ort an dieses Ereignis. Der Goldfund war Auslöser des Goldrausches in Otago. Die Bevölkerung des zuvor fast unbesiedelten Goldfeldes stieg in einem Jahr auf 11.500 an. Dies war seinerzeit die doppelte Einwohnerzahl von Dunedin.
1879 wurde das in Kalifornien entwickelte Verfahren des Hydraulic mining, in Neuseeland „Sluicing“ genannt, eingeführt, bei dem goldhaltige Sedimente durch einen Wasserstrahl abgetragen werden. Durch den Abraum wurde der Boden des Tales etwa 50 Meter angehoben.

## Sehenswürdigkeit
Von Lawrence aus führt heute ein rund 8,5 km langer Rundwanderweg, der Gabriel’s Gully Round Trip durch das ehemalige Goldabbaugebiet. Eine Aussichtsplattform erlaubt einen Ausblick auf die verlassene Goldgräbersiedlung Blue Spur. 14 Informationstafeln informieren über die Geschichte des Gebietes.

## Panoramafoto

Historische Fotos
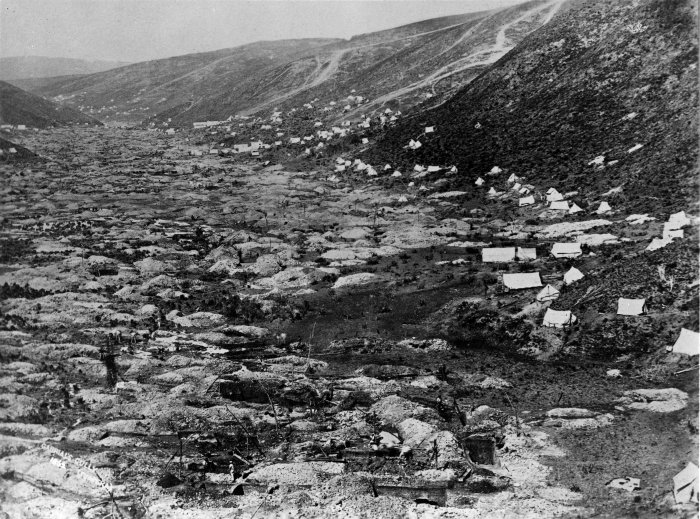
Gabriel’s Gully während des Höhepunktes des Goldrausches 1862
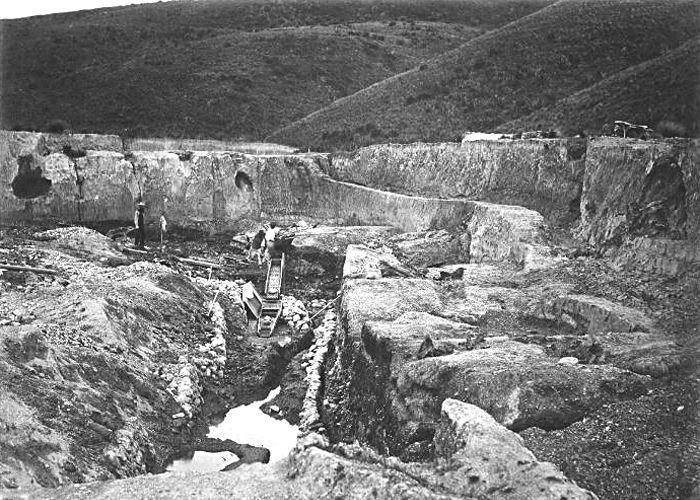
Goldabbau in Gabriel’s Gully, um 1875
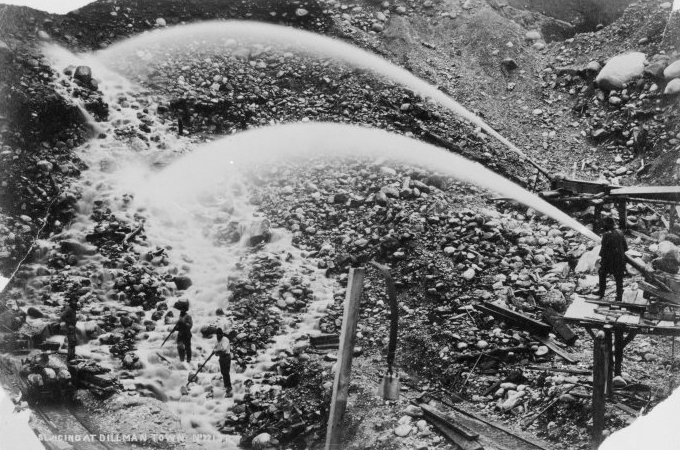
Hydraulic Mining